# Ruta 1901 (Lima)
La ruta 1901 o "la O" fue una ruta de transporte público del área metropolitana de Lima, que conectaba los distritos de Puente Piedra y La Perla. El trayecto de esta ruta consta de 108 o 107 paradas dependiendo de la dirección y dura aproximadamente entre 2 y 3 horas.

## Características
Esta ruta de transporte público fue administrada por la empresa de transportes Consorcio Vía S.A.C., transitando por la urbe limeño-chalaca. A partir del 28 de abril del 2025, se modificó el trayecto de la ruta ampliándose hacia Ventanilla tras acuerdos entre la ATU y el municipio de Mi Perú, siendo sucedida ahora por la ruta 1338.

### Autorización
La ruta 1901 se encontraba autorizada por la Municipalidad Metropolitana de Lima (MML) y la Autoridad de Transporte Urbano (ATU).

## Trayecto
Los autobuses de la ruta 1901 (aprox. 80) comenzaban a operar a las 5:00 a.m. y terminaban a las 10:00 p.m. recorriendo los distritos de Puente Piedra, Comas, Los Olivos, San Martín de Porres, Lima, Pueblo Libre y San Miguel en la provincia de Lima, y por el distrito de La Perla en la Provincia Constitucional del Callao; pasando por importantes lugares, tales como Zapallal, el óvalo de Puente Piedra, el Mercado Unicachi, Real Plaza Pro, la Universidad Tecnológica del Perú, la Universidad Cesar Vallejo, la Universidad Peruana del Norte, la Universidad Nacional Mayor de San Marcos, la Pontificia Universidad Católica del Perú, la Plaza San Miguel y el Óvalo La Perla.

### Terminales
Su terminal de ida se encontraba en la asociación de viviendas Las Magnolias del Arenal en Puente Piedra y su terminal de vuelta en la urbanización Benjamín Doig, en La Perla.

### Recorrido
| Dirección                  | Avenidas y calles |
| -------------------------- | --- |
| Ida Hacia La Perla         | Av. Ancón - C. S/N - Aux. Panamericana Norte - Carretera Panamericana Norte - Av. Universitaria - Av. Marañón - Av. Las Palmeras - Av. Santiago Antúnez de Mayolo - Av. Universitaria - Av. Óscar Raimundo Benavides - Av. Aurelio García y García - Av. Venezuela - Av. Universitaria - Av. La Paz - Av. Santa Rosa. |
| Vuelta Hacia Puente Piedra | Av. Santa Rosa - Av. La Paz - Av. Costanera - Jr. Independencia - C. Diego Quispe Tito - Av. Universitaria - Av. Santiago Antúnez de Mayolo - Av. Las Palmeras - Av. Marañón - Av. Universitaria - Carretera Panamericana Norte - Jr. Galilea - Av. Ancón.                                                            |

## Rutas relacionadas
1502 (Puente Piedra - Lima), 1503 (Carabayllo - San Miguel), 1504 (Carabayllo - San Miguel), 1513 (Carabayllo - San Miguel), 1514 (Carabayllo - San Miguel), 1604 (Carabayllo - Lince), 1611 (Puente Piedra - Lince), 1615 (Carabayllo - Lince).